# 747年
| 千纪： | 1千纪                                                                                           |
| 世纪： | 7世纪 \| 8世纪 \| 9世纪                                                                         |
| 年代： | 710年代 \| 720年代 \| 730年代 \| 740年代 \| 750年代 \| 760年代 \| 770年代                       |
| 年份： | 742年 \| 743年 \| 744年 \| 745年 \| 746年 \| 747年 \| 748年 \| 749年 \| 750年 \| 751年 \| 752年 |
| 纪年： | 丁亥年（猪年）；唐（新罗）天寶六載；日本天平十九年；渤海国大興十年                              |

## 大事记
- 中国
  - 唐玄宗将黟山命名黄山，扩建华清宫。
- 唐高仙芝征小勃律，俘虜小勃律王夫婦，唐改其國號為歸仁，設歸仁軍鎮守。此役過後，西域各國重新歸附唐朝。
- 世界
  - 阿拔斯革命（Abbasid, Revolution of）爆发。自称先知穆罕默德叔父阿拔斯的后裔，阿拉伯穆斯林中的阿拔斯部在阿布·穆斯里姆（Abu Muslim）领导下，夺取呼罗珊省（波斯北部），向伍麦叶王朝发动进攻。又称阿布·穆斯里姆暴动（Abu Muslim's Revolt）。